# Adeste fideles
Adeste fideles (del latín, ‘venid, fieles’ o ‘venid, cristianos’) es un himno cristiano en latín, usado en la bendición de la Natividad del Señor (25 de diciembre) en Francia, España, Portugal, Alemania e Inglaterra desde finales del siglo XVIII.
Aunque hay dudas sobre la autoría, la historiografía anglosajona data su composición hacia 1743 por John Francis Wade. Sin embargo, Vincent Novello, organista de ese lugar, atribuyó la versión musical más popular a John Reading, que fue organista en la catedral de Winchester de 1675 a 1681, y posteriormente en la Universidad de Winchester. El texto en sí mismo se ha atribuido a san Buenaventura, pero no se encuentra entre sus obras. Invita a los fieles a acudir a Belén a adorar al Salvador, recién nacido («Venite adoremus Dominum», ‘venid a adorar al Señor’).
Las dudas proceden de la atribución de su composición a Juan IV de Portugal. El Rey Músico, que nació en 1604, fue un mecenas de la música y de las artes y un sofisticado autor; mientras reinó, poseía una de las mayores bibliotecas del mundo. La primera parte de su obra musical se publicó en 1649. Hizo construir una escuela de música en Vila Viçosa que «exportaba» músicos a España e Italia y fue allí, en su palacio, donde se encontraron dos manuscritos de esta obra. Esos escritos (1640) son anteriores a la versión hecha por John Francis Wade.

## En el frente de guerra de 1914
La noche del 24 de diciembre de 1914, en plena I Guerra Mundial, un soldado alemán empezó a tocar con una armónica la composición Noche de paz, que sus compañeros entonaron. A esta iniciativa le siguieron los gaiteros escoceses y los soldados británicos, hasta que todos, en conjunto, cantaron "Adeste fideles". Terminó con un encuentro entre los combatientes de los dos bandos saludándose e intercambiando tabaco y bebidas. A pesar de la estricta censura y del enfado del alto mando por este hecho, existen fotografías de este encuentro, como la que publicó The Daily Mirror de aquella época bajo el título: "An historic group: British and german soldiers photographed together".